# Antar Zouabri
Antar Zouabri, alias «Abou Talha Antar» o «Abou Talha» (Bufarik, 10 de mayo de 1970 - 8 de febrero de 2002), fue un emir del Grupo Islámico Armado (GIA), una organización terrorista argelina fundada en 1992. 
Antar Zouabri nació el 10 de mayo de 1970 en Bufarik (a 25 kilómetros al sur de Argel), en pleno corazón de la célebre Mitidja. Ali Zouabri, su hermano, cayó en otro enfrentamiento con las fuerzas de seguridad en 1993, después de labrarse también una sangrienta aureola desde la época de más auge del movimiento islámico, en 1989, cuando se le responsabilizó del primer ataque con ácido que sufrió una chica de la universidad de Ouled-Aich, que quedó con el rostro desfigurado. Sohar Zouabri, hermana de ambos, se encuentra actualmente en prisión acusada también de vínculos con los grupos armados. Argel había fijado una recompensa de 4,5 millones de dinares (67.000€) por la captura de Zouabri. 
El 8 de febrero de 2002, tras poco más de 5 años al frente de la facción más extrema de la guerrilla islámica argelina, Antar Zouabri, Emir del GIA, concluyó su truculento y triste periplo en Bufarik, donde es abatido por el ejército argelino.